# Jeff Solarin
Jeffrey Oluwatosin Solarin (Denver, Colorado; 16 de noviembre de 1992) es un baloncestista profesional estadounidense nacionalizado nigeriano. Con una estatura de 1,93 metros de altura que se desempeña en la posición de alero y actualmente juega en el Obras Basket de la Liga Nacional de Básquet de Argentina.

## Trayectoria deportiva
Solarin nació en Denver, dentro del estado de Colorado, tras su etapa de formación en Estados Unidos en Northwest College (2011-2013) y Idaho State Bengals (2013-2015), llegó a España en enero de 2016 para jugar en las filas del Club Baloncesto Zamora en liga EBA, con el que conseguiría ascender a LEB Plata al término de la temporada. 
Tras una temporada con el Club Baloncesto Zamora en Liga LEB Plata se marcharía en 2017 para jugar en Galicia en las filas del CB Chantada de Liga EBA.
En verano de 2018, firma por Isover Basket Azuqueca de Liga LEB Plata en que promedió una media de 28.5 minutos, 11 puntos, 8.9 rebotes y 15.5 de valoración por partido, siendo uno de los mejores reboteadores de su posición en LEB Plata durante la campaña.
El 27 de julio de 2019, firma por el Real Murcia Baloncesto de la LEB Plata por una temporada. En las filas del club murciano se consolida como uno de los pilares del equipo entrenado por Rafael Monclova promediado 13.8 puntos y 6.3 rebotes por partido, que persigue el objetivo del ascenso a la LEB Oro, siendo MVP durante varias jornadas de la liga, posicionando al club murciano en primera posición del "Grupo Este" antes del parón del coronavirus en marzo de 2020.
En julio de 2020, es renovado por el conjunto murciano para jugar en Liga LEB Oro durante la temporada 2020-21.
El 9 de septiembre de 2021, firma por el Club Baloncesto Zamora de la Liga LEB Plata.
Solarin dejó España para arribar a Argentina en septiembre de 2022 y reforzar a Obras Basket, equipo de la Liga Nacional de Básquet.